# Це сталося завтра
«Це сталося завтра» (англ. It Happened Tomorrow) — американський фільм 1944 року, поставлений французьким режисером Рене Клером за сюжетом Льюіса Р. Фостера на основі оповідань лорда Дансейні, Г'ю Ведлока, Гауарда Снайдера.

## Сюжет
Нью-Йорк, кінець XIX ст. Сперечаючись з колегами, журналіст газети «Івнінг Ньюз» Леррі Стівенз стверджує, що готовий віддати десять років життя за те, щоб дізнатися завтрашні новини. Перебуваючи в мюзик-холі на виступі артиста, що показує номер з передачею думок і пророцтвом майбутнього, Леррі знайомиться з його асистенткою та племінницею, юною красуня Сільвією і відвозить її додому. На нічній вулиці він зустрічає газетного архіваріуса, і той виконує бажання Леррі — вручає йому завтрашній випуск «Івнінг Ньюз». Видавець газети хоче звільнити Лерре, але той, навпаки, тепер упевнений, що піде на підвищення. Насправді, Леррі пише сенсаційну статтю про пограбування, яке відбудеться в «Опері» тільки увечері. Він вирушає до театру, де і справді було здійснено пограбування. Тим самим Леррі викликає підозри у поліції; він намагається пояснити поліцейським, як усе було насправді, але ті, зрозуміло, йому не вірять. Щоб врятувати Леррі, Сільвія заявляє, ніби вона передбачала пограбування і повідомила про нього журналіста. На виступі вона передбачає зі сцени, що завтра потоне молода жінка.
Леррі повторно зустрічається з архіваріусом, який дає йому інформацію, необхідну для упіймання бандитів, і знову вручає завтрашній номер газети. Там написано, що Леррі кинувся у воду, щоб врятувати дівчину, яка тоне. Він іде до річки, де якраз у цей момент Сільвія стрибає з мосту. Вона пояснює Леррі, що зробила це, щоб довести усім, і особливо — поліції, що у неї і справді є дар передбачати майбутнє. Вона зовсім не збиралася розпрощатися з життям. Леррі і Сільвія непомітно йдуть від річки. Леррі позичає дівчині чоловічий одяг; її дядько твердо переконаний, що вона провела ніч з чоловіком. Він навіть хоче убити Леррі. Той пише статтю про арешт бандитів і ще вище піднімається в очах видавця.
Архіваріус з'являється втретє. Леррі благає його востаннє дати йому завтрашню газету: журналістові прийшла в голову ідея виграти великий статок на скачках. Зі смутком, Леррі читає на першій же сторінці, що його смертельно поранили в холі готелю «Святий Георгій». Тепер він думає тільки про одне: як би одружитися з Сільвією, виграти більше грошей і зробити дружину спадкоємицею. Після весілля в найпохмурішому настрої Леррі спостерігає, як усі його коні виграють один за одним. Це доводить, що газета не помиляється. На виході з іподрому незнайомець вихоплює у нього гаманець з усім виграшем. Леррі кидається за ним, але його затримують за перевищення швидкості, і він марно намагається пробути в поліцейському відділку якомога довше. Повернувшись до редакції, він дізнається, що архіваріус помер кілька днів тому. На вулиці він випадково стикається із злодієм. Нова гонитва по дахах. Бійка, перестрілка ― і усі герої опиняються в холі готелю «Святий Георгій». Поліцейський вбиває злодія. У кишені убитого знаходять гаманець і документи Леррі, тому «Івнінг Ньюз» друкує неправдиве повідомлення про його кончину. Від радості побачивши живого і неушкодженого чоловіка Сільвія передбачає йому довге, щасливе життя, а через півстоліття потому вони справляють золоте весілля в оточенні дітей і онуків.

## В ролях
| Дік Павелл      | ···· | Леррі Стівенз     |
| Лінда Дарнелл   | ···· | Сільвія           |
| Джек Оукі       | ···· | Чіголіні          |
| Едгар Кеннеді   | ···· | інспектор Малруні |
| Джон Філлібер   | ···· | Поп Бенсон        |
| Ед Брофі        | ···· | Джейк Шомберг     |
| Джордж Клівленд | ···· | містер Гордон     |

## Визнання
| Нагороди та номінації фільму «Це сталося завтра» | Нагороди та номінації фільму «Це сталося завтра» | Нагороди та номінації фільму «Це сталося завтра»       | Нагороди та номінації фільму «Це сталося завтра» | Нагороди та номінації фільму «Це сталося завтра» | Нагороди та номінації фільму «Це сталося завтра» |
| Рік                                              | Кінофестиваль/кінопремія                         | Категорія/нагорода                                     | Номінант                                         | Результат                                        |                                                  |
| ------------------------------------------------ | ------------------------------------------------ | ------------------------------------------------------ | ------------------------------------------------ | ------------------------------------------------ | ------------------------------------------------ |
| 1945                                             | Премія «Оскар»                                   | Найкращий звук                                         | Джек Вітні                                       | Номінація                                        |                                                  |
| 1945                                             | Премія «Оскар»                                   | Найкраща музика до драматичного або комедійного фільму | Роберт Штольц                                    | Номінація                                        |                                                  |